# Давид Ланде

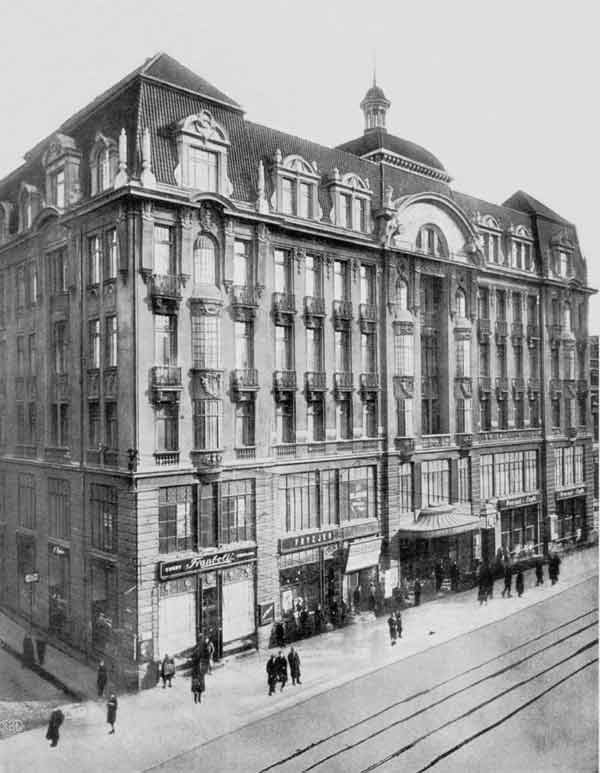
Гранд-готель у Лодзі

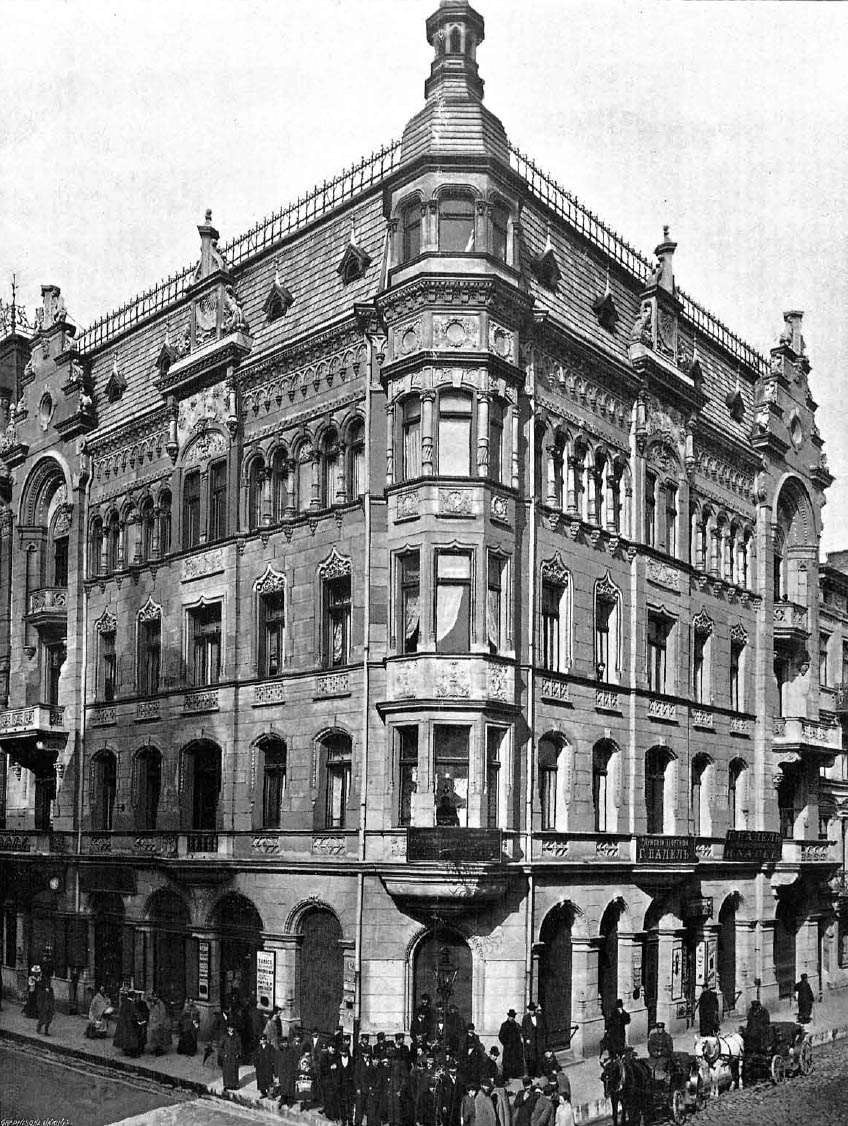
Прибутковий дім на вулиці Пьотрковській, на розі з вулицею Полудньовою в Лодзі

Давид Ланде (пол. Dawid Lande, 14 квітня 1868, Лодзь — 10 вересня 1928, Карлові Вари) — польський архітектор.

## Біографія
Народився в сім'ї Самуеля Ланде і Фройди Зандт. 1886 року закінчив Вищу ремісничу школу в Лодзі. Протягом 1886–1891 — Інститут цивільних інженерів у Петербурзі. Розпочав роботу в технічно-будівельному комітеті Міністерства внутрішніх справ у Петербурзі. Вимушений звільнитись через поганий стан здоров'я. Працював у Берліні в архітектурному бюро Кайзера і Грошгейма. Від 1893 року жив у Лодзі. Заснував тут власне архітектурне бюро на вулиці Спацеровій, 1 (тепер алея Костюшка). Спорудив багато прибуткових будинків у стилі необароко та неорококо. Один із піонерів застосування залізобетонних конструкцій у регіоні.  Високу оцінку творчості Ланде давала тогочасна фахова преса. 
Колекціонував польський і закордонний живопис. Член правління єврейської гміни. Член журі конкурсу проєктів житлових комплексів у місцевостях Полесє Константиновське і Нове Рокіче у Лодзі (1928). Член утвореного 1927 року комітету будівництва юдаїстичної бібліотеки при Великій синагозі у Варшаві. Того ж року входив до складу журі конкурсу на проєкт бібліотеки.
Помер у Лодзі, похований там же на Старому єврейському цвинтарі. Був одружений двічі. Із першою дружиною Геленою Портнер (померла 1910) мав двох дітей. 1913 року одружився вдруге на Софії Вайнреб.
Роботи
- Житлові будинки на вулиці Зеленій, 3—7 у Лодзі (1894).
- Житловий будинок на вулиці Гданській, 42 у Лодзі (1895).
- Житловий будинок на вулиці Вулчанській, 76 у Лодзі (1896).
- Житловий будинок на вулиці Пьотрковській, на розі з вулицею Полудньовою у Лодзі (1901).[3]
- Прибутковий будинок на вулиці Костюшка, 21 у Лодзі (1902).[4]
- Одноповерховий дім промисловця Райнольда Бенніха у Лодзі на вулиці Гданській, 89 (1903). Тут уперше застосував сецесійний декор.
- Будинок пошти в Лодзі (1901).
- Дім Заремби у Варшаві на розі вулиць Зєльної і Хмєльної. Збудований 1901 року за проєктом, що переміг на конкурсі 1899 року.[5]
- Дім на вулиці Братській, 13, на розі з Алеями єрусалимськими у Варшаві (до 1903).[6]
- Будинок Державного банку у Лодзі на вулиці Костюшка (1905).
- Прибутковий дім Мавриция Спокорного у Варшаві на розі алей Уяздовських і вулиці Шопена (1904—1906, втрачений). Скульптурне оздоблення виконав Станіслав Левандовський.[7]
- Прибутковий будинок на вулиці Маршалковській, 134 у Варшаві (до 1906). Проєкти конструкцій виконав Казімеж Леве. Він же керував спорудженням.[8]
- Перебудова Гранд-готелю у Лодзі.
- Вілли у Лодзі, Кленку, Турчинку, Ченстохові, Томашові, Вйонзовні.

Нереалізовані
- Конкурсний проєкт готелю «Брістоль» у Варшаві (1898). Друга премія.
- Конкурсний проєкт будинку страхового товариства «Росія» у Варшаві (1898). Відзначений журі.[9]
- Проєкт костелу в Лодзі, міжнародний конкурс 1898 року. Відзначений журі.
- Проєкт нової ратуші в Лодзі (1899).
- Два конкурсні проєкти Товариства техніків у Варшаві (1902). Роботи посіли відповідно I і II місце, однак не були прийняті до реалізації.[10]
- Конкурсний проєкт дому газового закладу у Варшаві, III нагорода (1904).[11]
- Проєкт будинку бібліотеки у дворі Великої синагоги у Варшаві (1904).[12]
- Конкурсний проєкт страхового товариства «Росія» в Москві. Відзначений.